# Альберто Бартон
Альберто Бартон (повне ім'я Альберто Леонардо Бартон Томпсон ісп. Alberto Leonardo Barton Thompson; 12 серпня 1870 чи 18 липня 1870, Буенос-Айрес, Аргентина — 25 жовтня 1950, Ліма, Перу) — перуанський мікробіолог, відомий відкриттям збудника системного бартонельозу. На його честь було названо рід бактерій Bartonella, які спричинюють бартонельози.

## Біографія
Походив з багатодітної сім'ї, був третім з дев'яти братів. Його батьками були уругваєць Ральф Джон Бартон Вайльд і аргентинка Анастасія Франциска Августа Томпсон Роу, які до шлюбу проживали в Англії. Його сім'я спочатку влаштувалася в Аргентині, де він і народився, але з політичних причин емігрувала до Перу в 1876 році. Того ж року батько заснував компанію «La Pureza», фабрику з безалкогольних напоїв, яка надалі стала першим у Південній Америці виробником по ліцензії Coca-Cola.
Альберто Бартон почав навчання в Школі Богоматері в Олімпії, але через хворобу очей змушений був на три роки виїхати до дядька в Англію. Після повернення він закінчив середню школу. У 1894 році, після невдалої участі в сімейному бізнесі, поступив у Школу Сан-Фернандо університету Сан-Маркос, щоб вивчати медицину. Закінчив її в 1900 році, написавши успішну дисертаційну роботу про хворобу Карріона. Разом з 17-ма іншими студентами отримав заохочувальну назву «просування століття». Будучи найвидатнішим студентом із блискучою дисертацією, він був направлений конгресом Перу, який призначив йому стипендію на два роки, навчатися бактеріології та тропічній медицині в Лондонську школу гігієни та тропічної медицини та у такий же заклад в Единбурзі. Після повернення до Ліми Бартон отримав посаду голови лабораторії лікарні Гвадалупе дель Кальяо (del Hospital Guadalupe del Callao).

### Відкриття збудника гарячки Оройя
Відкриття відбулось 1905 року, коли Бартону було 33 роки. Іноземці, які приїхали в Перу і вирушили в містечко Ла-Оройя, повернулися хворими, їх госпіталізували у лікарню Гвадалупе дель Кальяо, де більшість з них померли в перший період хвороби Карріона, на тлі анемії і гарячки, деякі це пережили і в них з'явилися бородавки, як прояв пізньої форми — «перуанська бородавка».
Бартон дослідив 14 пацієнтів і зауважив, що у них за наявності анемії та гарячки, знайшов при проведенні мікроскопії дуже маленькі паличкоподібні бактерії у їхніх червоних кров'яних клітинах, і, якщо хворий починав видужувати, ці палички перетворювалися на закруглені бактерії (коккоїди), а у тих, в яких формувалися бородавки на шкірі, бактерії взагалі зникали з крові.
На науковому засіданні в 1905 році, 5 жовтня, на вшанування пам'яті жертви Даніеля Алкідеса Карріона в Медичному союзі Фернандіна, він повідомив про своє відкриття медичній спільноті. Тільки в 1909 році він опублікував свою роботу в «Медичній хроніці».
У 1913 році, з нагоди V Латиноамериканського медичного конгресу, який відбувся в Лімі, відомий дослідник тропічних хвороб Річард Стронг з Гарвардського університету (Бостон) прибув із вибраною групою дослідників. Роботу Бартона було ретельно вивчено і було визначено що те, що він назвав «Х-тілами» або ендоглобулярними тілами, є причиною хвороби Каріона, про що Стронг повідомив Лондон, і саме там він назвав збудника Bartonella bacilliformis, а саму хворобу бартонельозом на честь Бартона.
Бартон вперше лабораторно діагностував бруцельоз у Південній Америці.
У 1916 році він пішов у відставку, надалі проводив приватні медичні дослідження та піклувався про бізнес сім'ї. Протягом 1941—1943 років повернувся до державної медицини, очоливши лікарню Арзобіспо Лоайза (Arzobispo Loayza).
Бартон помер у Лімі 25 жовтня 1950 року, у віці 80 років, у тому ж самому місяці, коли загинув як жертва науки Даніель Карріон. Похований на міському меморіальному цвинтарі «Пастор Матіас Маестро».

## Вшанування
Він отримав від влади Перу Орден Сонця Нації, а Палата сенаторів конгресу країни засвідчила йому повагу за науковий внесок життя. Він двічі був президентом Медичної Академії Перу, був першим доктором honoris causa Університету Сан-Маркос (1925). На його честь названий госпітальний комплекс у Лімі, який проводить щорічно прийом 22500 ургентних хворих і 60 тисяч амбулаторних пацієнтів.

## Сім'я
У 1910 році він одружився з Перфектою Розою Гонсалес, з якою мав двох синів і дочку. При народженні третьої дитини дружина померла. У 1934 році він одружився з Марією Ізабель Угаррізою Кордеро, з якою у нього була дочка.